# Сирітські твори
Сирітські твори (англ. Orphan work) — твори, щодо яких імовірно не сплинув термін дії авторського права, але в той же час не існує можливості зв'язатися з правовласником. Такі твори не можна публікувати і доступ до них можливий лише в бібліотеках, архівах або приватних колекціях. Зокрема, такі роботи не дозволені для публікації в інтернеті, як і не дозволено включати їх до антологій чи використовувати частково в інших роботах. Проблема сирітських творів сильно обмежує сферу суспільного надбання, оскільки через відсутність зареєстрованих даних про власників майнових прав значна частина творів, що могли би до цієї сфери належати, мають невизначений правовий статус.
Проблема сирітських робіт виникла внаслідок постійного подовження терміну охорони авторських прав за відсутністю нових та відмові існуючих систем реєстрації власників цих прав.
Точний відсоток робіт, які потрапляють в цю категорію, підрахувати неможливо, проте він є досить значним. Наприклад, згідно з даними Бібліотеки Конгресу, близько 85 % музичних записів, створених до 1968 року, що зберігаються в цій бібліотеці, не можуть бути поширені серед громадськості поза стінами установи саме у зв'язку з неможливістю встановити правовласників.

## Законодавство США
У США проблему сирітських творів намагалися вирішити багаторазово. Зокрема, наприкінці 1990-х років був прийнятий закон Fairness in Music Licensing Act, що розширив сферу добросовісного використання сирітських музичних творів, а також таких, що давно не перевидавались. Однак, у 2000 році Європейська комісія подала позов до СОТ з приводу порушення Бернської конвенції з боку Сполучених Штатів, що прийняли закон Fairness in Music Licensing Act. Позов був задоволений, і це суттєво сповільнило розв'язання проблеми сирітських творів у США.
Нова спроба розв'язання проблеми була здійснена в США у 2005 році, коли Копірайт-офіс при Бібліотеці Конгресу (Copyright Office) запропонував утворити т. зв. «Фонд мертвої руки», до якого б перераховувався певний відсоток зиску від продажу або надання доступу до сирітських творів. Ці кошти були би скеровані на виплату роялті авторам, які б заявили про свої майнові права. Однак, відповідний законопроєкт у 2006 був відхилений Конгресом внаслідок протестів з боку організацій, що представляють інтереси груп митців та видавців. Проте, роботи з реалізації цього закону продовжуються.

## Законодавство Європейського Союзу
Країни Європейського союзу намагалися різними способами вирішити проблему сирітських творів, кожна з цих спроб, однак, мала різні вади. У двох країнах, (Данія, Угорщина) правові системи надавали деякі можливості для публікації сирітських творів, в інших (Франція, Нідерланди) намагалися обійти проблему за допомогою спеціальних урядових постанов, що дозволяли «громадське ліцензування» сирітських творів певними державними установами
Угорська система, що була введена в дію 1999 року, зобов'язувала документувати пошуки правовласників через оголошення у національній газеті факту виявлення сирітського твору, і, якщо правовласник не зголошувався, пропонувала подавати відповідну заяву і вносити оплату (у розмірі близько 350 EUR) до Патентної служби. В разі прийняття заяви Патентна служба надавала твору сирітський статус, що означало можливість його публікації, зокрема в комерційних цілях. В 2009 році ця система була змінена з метою уніфікації з практикою Євросоюзу. Ця система однак виявилася малоефективною — нею скористалися лише кілька інституцій щодо відносно невеликої кількості творів, ще менше — комерційних компаній.
В 2007 році Єврокомісія опублікувала звіт щодо сирітських творів і трудностей їх оцифрування, який згодом був розширений у 2008 i 2009 роках. У травні 2011 року Комісія оголосила остаточний проєкт директиви, який, попри численні критичні зауваження, що надійшли в ході громадських обговорень, був прийнятий Європейським парламентом 13 вересня 2012 року. Згідно з директивою, право поширення сирітських творів мають виключно некомерційні культурні заклади (музеї, архіви, бібліотеки), після спроби знайти власника майнових авторських прав, при цьому надання доступу може здійснюватися лише в електронній формі.

## Інші країни
Інше розв'язання проблеми було прийнято в Канаді, де з'явилося бюро «мертвої руки», до якого можна звертатися з інформацією про те, що незважаючи на докладені зусилля, правовласника твору знайти не вдалося, після чого бюро, здійснивши перевірку даних, надає творові статус сирітського. Проблема сирітських творів піднімалася також в Росії, однак не знайшла поки що правового розв'язання.
Проблема сирітських творів піднімалася і в публікаціях українських авторів. Зокрема, бібліотекар науково-методичного відділу НТБ Національного університету «Львівська політехніка» Т.Кривошия зазначає:

| Необхідно увести винятки, аби вирішити проблему сирітських творів, де автора знайти неможливо. Неспроможність ідентифікувати авторів веде до погіршення доступу до важливих колекцій. Створення механізму, який буде понижувати відповідальність бібліотек, відкриє доступ до мільйонів творів.[13] |